# Europameisterschaften 1991
Als Europameisterschaft 1991 oder EM 1991 bezeichnet man folgende Europameisterschaften, die im Jahr 1991 stattfanden:
- American-Football-Europameisterschaft 1991 in Helsinki (Finnland)
- Artistique-Europameisterschaft 1991
- Baseball-Europameisterschaft 1991 in Italien
- Basketball-Europameisterschaft 1991 in Rom (Italien)
- Bob-Europameisterschaft 1991 in Cervinia (Italien)
- Boxeuropameisterschaften 1991 in Göteborg (Schweden)
- Curling-Europameisterschaft 1991 in Chamonix (Frankreich)
- Dreiband-Europameisterschaft 1991 in Dordrecht (Niederlande)
- Eishockey-Europameisterschaft 1991 im Rahmen der Eishockey-Weltmeisterschaft 1991 in Turku, Helsinki und Tampere (Finnland)
- Eishockey-Europameisterschaft der U18-Junioren 1991 in Prešov und Spišská Nová Ves (Tschechoslowakei)
- Eishockey-Europameisterschaft der Frauen 1991 in Frýdek-Místek und Havířov (Tschechoslowakei)
- Eiskunstlauf-Europameisterschaften 1991 in Sofia (Bulgarien)
- Eisschnelllauf-Mehrkampfeuropameisterschaft 1991 in Sarajevo (Jugoslawien)
- Faustball-Europameisterschaft 1991 in Olten (Schweiz)
- Fechteuropameisterschaften 1991 in Wien (Österreich)
- Freiwassereuropameisterschaften 1991 in Terracina (Italien)
- Fußball-Europameisterschaft der Frauen 1991 in Hjørring, Frederikshavn und Aalborg (Dänemark)
- U-16-Fußball-Europameisterschaft 1991 in der Schweiz
- Europameisterschaften im Gewichtheben 1991 in Władysławowo (Polen)
- Europameisterschaften im Gewichtheben 1991 (Frauen) in Warna (Bulgarien)
- Feldhockey-Europameisterschaft der Herren 1991 in Dordrecht (Niederlande)
- Feldhockey-Europameisterschaft der Damen 1991 in Brüssel (Belgien)
- Hallenhockey-Europameisterschaft der Herren 1991 in Birmingham (Großbritannien)
- Inline-Speedskating-Europameisterschaften 1991 in Pineto und Pescara (Italien)
- Judo-Europameisterschaften 1991 in Prag (Tschechoslowakei)
- Karate-Europameisterschaft 1991 in Hannover (Deutschland)
- Europameisterschaften im Modernen Fünfkampf 1991 in Rom (Italien) und Sofia (Bulgarien)
- Motorrad-Europameisterschaft 1991
- Poolbillard-Europameisterschaft 1991 in Mussolente (Italien)
- Poolbillard-Jugendeuropameisterschaft 1991 in Leningrad (UdSSR)
- Ringer-Europameisterschaften 1991 in Aschaffenburg und Stuttgart (Deutschland)
- Naturbahnrodel-Europameisterschaft 1991 in Völs am Schlern (Italien)
- Naturbahnrodel-Junioreneuropameisterschaft 1991 in Kandalakscha (UdSSR)
- Schieß-Europameisterschaften 300 Meter 1991
- Schwimmeuropameisterschaften 1991 in Athen (Griechenland)
- Sprintschwimmeuropameisterschaften 1991 in Gelsenkirchen (Deutschland)
- Squash-Mannschaftseuropameisterschaft 1991 in Gelsenkirchen (Deutschland)
- Volleyball-Europameisterschaft der Frauen 1991 in Rom, Ravenna und Bari (Italien)
- Volleyball-Europameisterschaft der Männer 1991 in Berlin, Karlsruhe und Hamburg (Deutschland)
- Wasserball-Europameisterschaft 1991 in Athen (Griechenland)